# Maite Delgado
Maite Coromoto Delgado de Mora (sinh ngày 20 tháng 9 năm 1966) là một người dẫn chương trình truyền hình và cựu nữ hoàng sắc đẹp người Venezuela.
Delgado là người dẫn chương trình truyền hình được công nhận nhất trong thế giới Tây Ban Nha. 25 năm làm việc trên truyền hình với sự cam kết và chất lượng cao, khiến cô trở thành một nhân cách đáng yêu. Cô đã được theo dõi từng ngày, từ bờ biển đến bờ biển Hoa Kỳ, ở Trung Mỹ và Nam Mỹ.
Cô sinh ngày 20 tháng 9 tại Caracas, Venezuela. Sau khi học xong tiểu học, cô đã học về định vị thương mại.
Năm 1986, cô tham gia trong cuộc thi Hoa hậu Venezuela. Cô đoạt giải Á hậu 2, cùng năm, cô tham gia và giành cho Venezuela danh hiệu và vương miện Hoa hậu Du lịch Quốc tế được tổ chức tại Santo Domingo. Sự ra mắt của cô với tư cách đồng chủ trì chương trình buổi sáng "Complicidades" ở Venevisión, là khởi đầu sự nghiệp không bị gián đoạn với nhiều lần xuất hiện thành công trong các chương trình truyền hình gia đình như "Circo Cómplice" và "País de Caramelo". Cô ấy mặc dù có liên quan đến các telethon lợi ích như "Unidos contra el Cáncer"; "La Sonrisa de un niño sano" (Bệnh viện Ortopédico Newbornil) và "Teleradio Pabellón hồi. Cô đã nhận được nhiều sự công nhận về công việc của mình, trở thành người yêu độc nhất của Venezuela.
Trong khi đó, sự đột phá của cô đối với các bộ phim hài sitcom là "¡Qué Chicas!" đã cho cô nhiều cơ hội để thể hiện tài năng của mình về diễn xuất. Cô xuất hiện quốc tế đầu tiên, trình bày "Señorita México 1988" tại Veracruz, Mexico; tiếp tục với "Miss Hispanidad 1991" tại Miami; "Lễ hội Internacional de Viña del Mar 1996" tại Chile; và "Carnaval de la Calle 8" tại Miami.
Năm 1992, cô dẫn chương trình trong 4 năm "Giros TV", một chương trình buổi sáng với sự chấp nhận lớn của khán giả.
Vào ngày 22 tháng 10 năm 1994, cô kết hôn với tay vợt chuyên nghiệp Alfonso Mora. Cô là chị dâu của MC tin tức truyền hình Mỹ Antonio Mora.